# ديفيد فرانكو مينديز
ديفيد فرانكو مينديز هو كاتب وكاتب مسرحي وشاعر هولندي، ولد في 1713 في أمستردام في هولندا، وتوفي بنفس المكان في 1792.